# Léonie Cambours
Léonie Cambours (Ruan, 31 de julio de 2000) es una deportista de Francia que compite en atletismo. Ganó una medalla de oro en el Campeonato de Francia de 2022, en la prueba de heptatlón, y dos veces campeona de Francia en pista cubierta (2022 y 2023) de pentatlón.